# Arhitektura u 1735.
◄◄ | ◄ | 1732. | 1733. | 1734. | 1735.  | 1736. | 1737. | 1738. | ► | ►►
Arhitektura • Astronomija • Biologija • Glazba • Kazalište • Kemija • Kiparstvo • Knjige • Književnost • Kršćanstvo • Medicina • Politika • Pravo • Promet • Slikarstvo • Znanost
Arhitektura u 1735.

## Hrvatska i u Hrvata

### Zgrade i druge građevine
- Sagrađena Crkva sv. Filipa Nerija u Splitu

## Vanjske poveznice
|  | Zajednički poslužitelj ima još gradiva o temi Arhitektura u 1730-im |